# Коста Ичков (Серменин)
 Тази статия е за дееца на ВМОРО от Серменин.  За този от Бъмбоки вижте Коста Ичков (Бъмбоки).  
Коста Т. Ичков е български революционер, деец на Вътрешната македоно-одринска революционна организация.

## Биография
Коста Ичков е роден през 1882 година в гевгелийското село Серменин, тогава в Османската империя, днес в Северна Македония. Остава неграмотен и се присъединява към ВМОРО през февруари 1901 година като куриер. След Хуриета от юли 1908 година участва в похода към Цариград от 1909 година. Минава отново в нелегалност при началото на Балканската война, бяга в Петрич и през Първата световна война е мобилизиран в българската армия. След войните се връща в родното си село, където по време на българското управление на Вардарска Македония се включва в югославското партизанско движение, заради което е интерниран в България между 1943 и 1944 година. След Втората световна война подава молба за илинденска пенсия.